# Dicranus jaliscoensis
Dicranus jaliscoensis är en tvåvingeart som beskrevs av Samuel Wendell Williston  1901. Dicranus jaliscoensis ingår i släktet Dicranus och familjen rovflugor. Inga underarter finns listade i Catalogue of Life.